# Club de Gimnasia y Esgrima (Pergamino)
El Club de Gimnasia y Esgrima es una institución dedicada al deporte en la localidad bonaerense de Pergamino. Dentro de su palmar deportivo el "Mens Sana" se destaca en su mayoría por sus 6 temporadas en la Liga Nacional de Básquet, máxima categoría del baloncesto argentino.
También participa en fútbol de los torneos de la Liga de Fútbol de Pergamino, militando en su primera división en la temporada 2022.
El Lobo de Pergamino, como se lo reconoce en su ciudad, también es reconocido por sus deportes con mucho crecimiento a partir de la pandemia del 2020. Si bien son deportes que tienen su historia con campeonatos ganados etc.
Hockey femenino es uno de los equipos en linea gral con más competencias ganadas.
Rugby quien tiene un orden y criterio deportido para destacar. 
Voley el depoete con más crecimiento dentro del club, a tal punto de tener que alquilar nuevas canchas por la falta de espacios para entrenar. Un orgullo.
Natación, que se destaca por las competencias de verano 24hs y los campeonatos en otras provincias.
Tenis, Destreza, Taekwondo, Gym, Pilates...

## Historia
Finalizaba el año 1920 cuando un grupo de jóvenes sentados en una mesa durante el desarrollo de una fiesta en el Royal Park; ajenos al bullicio y festejo que embargaban a los presentes, buscaban concretar la idea de fundar en Pergamino un club similar a los de la Capital. Existía un modelo ejemplar al que algunos habían tenido acceso en sus visitas a Buenos Aires, y era el del club Gimnasia y Esgrima. De allí surge el nombre y es así que el primer día del año 1921 los jóvenes Dillón, Avesta, Nipoti, Aguirre, Cremona, Roldán, Bini, Guardiola, Romano, Casella, Levy, Crivelli, Canal, Larosni y Lapine fundaron el Club.
El acta de fundación es firmada en el comercio que poseía el Sr. Francisco Dillón – quien fuera primer presidente – en el local de calle San Martín 826. El 17 de enero de ese mismo año se realiza la primera asamblea en el teatro Verdi, aprobando el nombre de Gimnasia y Esgrima y adoptando los colores oro y azul, muy posiblemente en homenaje a su club de origen, Belgrano de Rosario. Lamentablemente el acta de la Asamblea realizada en el teatro Verdi no se encuentra en el archivo de la institución, pero, a través de los libros de actas de reuniones se pudo determinar que durante 1921 fue Don Gregorio P. Idígoras quien ejerció la presidencia del club.
En la edición 1988 consiguió posicionarse en el mejor lugar registrado en su historia finalizando tercero en la tabla general, donde Ferro Carril Oeste se coronó campeón de dicho año.
En la actualidad, en la institución se practican básquet, rugby, hockey, vóley, natación, fútbol y tenis. El club se encuentra ubicado en dos zonas estratégicas de la ciudad de Pergamino. Por un lado, la sede central, ubicada frente a la plaza principal y el palacio municipal, es decir en el corazón de la ciudad; por el otro, el campo deportivo que con catorce hectáreas es el espacio verde -junto al parque municipal- más céntrico de Pergamino, a muy pocas cuadras del centro comercial Juan B. Justo.